# Ihor Petrov
Ihor Hryhorovyč Petrov (in ucraino Ігор Григорович Петров?, in russo И́горь Григо́рьевич Петро́в?, Igor' Grigor'evič Petrov; Horlivka, 30 gennaio 1964) è un ex calciatore ucraino, fino al 1991 sovietico, di ruolo centrocampista.

## Carriera

### Club
Durante la sua carriera veste le maglie di Šachtar, Beitar Tel Aviv, Ashdod e Metalurh Donec'k. Con lo Šachtar Donec'k vince la Coppa sovietica del 1983, la Supercoppa sovietica nello stesso anno e la Coppa d'Ucraina nel 1995. Con il Metalurh Donec'k si rende protagonista della vittoria della seconda divisione ucraina nel 1997 collezionando 39 presenze e 7 reti.
Con lo Šachtar totalizza 279 presenze e 70 reti.

### Nazionale
Il 7 settembre del 1994 esordisce in Nazionale indossando la fascia di capitano contro la Lituania (0-2), incontro valido per le qualificazioni all'europeo 1996.

## Palmarès

### Club

#### Competizioni nazionali
- Kubok SSSR: 1

Šachtar Donec'k: 1983
- Superkubok SSSR: 1

Šachtar Donec'k: 1983
- Kubok Ukraïny: 1

Šachtar Donec'k: 1994-1995
- Perša Liha: 1

Metalurh Donec'k: 1996-1997